# Šarpej
Šarpej je pasma psa. Najbolj je razširjen v Evropi in Aziji.

## Ime
Ime »Shar Pei« pomeni "kožuh peščene barve". Izhaja iz dveh kitajskih pismenk, »shu«, kar pomeni "pesek", in »pei«, kar pomeni "koža". Ni jasno, če pesek pomeni barvo (v originalu so bili barve peska) ali občutek, ki ga dobimo, ko se dotaknemo njegove dlake.

## Videz
Znane barve so črna, smetana, rjava, rdeča, čokoladna, modra in bledi odtenki nekaterih od teh barv. Dlaka je zelo kratka in kosmata ter na občutek trda, kar ni običajno. Oči so temne, majhne, mandljeve oblike, včasih razredčeno rjave.
Potopljene oči in gube, ki zajemajo sprednji del čela, povečujejo asketsko izražanje psa. Ušesa so majhna, precej debela in v obliki enakostraničnega trikotnika, z rahlo zaokroženo konico. Nahajajo se zelo visoko. Lobanja je ravna in široka, precej velika v primerjavi s telesom. Čelo in lica so prekrita z obilico drobnih gubic, ki segajo do težkega podbradka. Gobec je srednje dolg.
Ob rojstvu ima šarpej bogate kožne gube, ki se zmanjšujejo v obdobju razvoja, zaradi katerih ima videz igrače.

## Značaj
Šarpej je zelo miren in vesel pes. Kljub svoji majhnosti pa je zelo močan in prijazen do drugih psov. Na žalost so ga skozi njegovo zgodovino ljudje velikokrat izrabljali tudi za pasje boje. Sedaj je pasma popolnoma izgubila svoj borilni duh in postal hišni ljubljenček. Vseeno pa je psa potrebno peljati na krajši sprehod vsaj enkrat na dan. Ima močno osebnost in težko ga je vključiti v stvari, ki zanj niso zanimive.

## Nasveti
Šarpej je sčasoma postal predvsem hišna pasma psa. Majhnost, prijaznost in prijetna osebnost ga delajo dobrega prijatelja. Kljub temu pa ne smemo pozabiti, da obstajajo nekatere bolezni, povezane z genskimi lastnostmi, ki zahtevajo stalno pozornost in pripravljenost za skrb, kar je pogosto velik izziv. To so displazija kolkov, kolen, amiloidoza ledvic.